# Левин-Клодзкий (гмина)
Левин-Клодзкий (пол. Lewin Kłodzki) — сельская гмина (волость) в Польше, входит как административная единица в Клодзский повет, Нижнесилезское воеводство. Население 1853 человека (на 2004 год).

## Демография
| Перепись                       | Всего   | Всего | Женщины | Женщины | Мужчины | Мужчины |
| ------------------------------ | ------- | ----- | ------- | ------- | ------- | ------- |
| Единицы                        | человек | %     | человек | %       | человек | %       |
| Население                      | 1853    | 100   | 987     | 53,3    | 866     | 46,7    |
| Плотность населения (чел./км²) | 35,5    | 35,5  | 18,9    | 18,9    | 16,6    | 16,6    |

## Поселения
1. Даньчув
2. Дарнкув
3. Голачув
4. Яркув
5. Яворница
6. Еленюв
7. Ежиковице-Мале
8. Ежиковице-Вельке
9. Кочол
10. Кшижанув
11. Кулин-Клодзкий
12. Лесьна
13. Левин-Клодзкий
14. Ташув
15. Витув
16. Зелёне
17. Людове
18. Зимне-Воды

## Соседние гмины
1. Душники-Здруй
2. Кудова-Здруй
3. Гмина Щитна